# Шљопинци
Шљопинци или Шлопинци (грч. Δογάνης, Доганис) је насељено место у општини Пеонија у периферији Средишња Македонија, Грчка. Према попису из 2021. године било је 18 становника.
Према бугарском географу и историчару, Василу Канчову, у Шљопинцима је 1900. године живело 410 Словена хришћана. Село је доста страдало током Балканских ратова, због чега је 1913. године имало само 100 становника. Године 1924. због притиска грчких власти село је принудно напустило 53 мештана који су се иселили у Бугарску. На њихово место је насељено 27 грчких избегличких породица из Турске, укупно 121 особа. На попису из 1940. године Шљопинци су имали 191 становника, од чега 30 Словена а остали су Грци.